# Turkowo
Turkowo – wieś w Polsce położona w województwie wielkopolskim, w powiecie nowotomyskim, w gminie Kuślin.

## Historia
Miejscowość pierwotnie była związana z Wielkopolską. Istnieje co najmniej od pierwszej połowy XV wieku i ma średniowieczną metrykę. Pierwszy zachowany zapis pochodzi z łacińskiego dokumentu z 1411 gdzie odnotowano ją pod obecną nazwą „Turkowo”, 1426 „Turcowo”, 1473 „Thurcowo”, 1499 „Thurkowo”, 1564 „Turkouo”.
Początkowo wieś była własnością szlachecką, należącą do lokalnej, wielkopolskiej szlachty z rodu Turkowskich, którzy od nazwy wsi przyjęli odmiejscowe nazwisko. Wieś była ich gniazdem rodowym do XVI wieku, później należała także do Wilkowskich, Przetockich, Sarbskich, Otuskich. W 1450 leżała w powiecie poznańskim województwa poznańskiego w Koronie Królestwa Polskiego. W 1508 leżała w parafii Duszniki.
Pierwsze zapisy o wsi pochodzą z XV wiecznych zapisów sądowych i dotyczą Pietrasza Klizy wójta Buku, który pochodzł z Turkowa. W 1411 toczył on procesy majątkowe z młynarzem Pietraszem o 6 grzywien i jeden wiardunek oraz o jedną grzywnę z tytułu poręki. W 1411 do sądu miała go przyprowadzić jego żona Małgorzata, wójtowa z Buku, w procesie, który toczyła z Maciejem Słodkim mieszczaninem poznańskim. W 1412 Pietrasz Kliza wójt w Buku odnotowany został jako świadek. W 1413 toczył kolejny toczy proces z Przecławem mieszczaninem poznańskim o 3,5 grzywny. W 1416 sąd oznajmił, że Zakrzewo (obecnie Zakrzewko), Turkowo i Zębowo koło Lwówka] stanowiiły dziedzictwo wspomnianej Małgorzaty po jej ojcu. Z dóbr tych dała ona swoim synom Mikołajowi i Augustowi  Zakrzewo, a także zapisała im na Turkowie dwie grzywny czynszu od sumy 20 grzywien. W 1422 Małgorzata odnotowana została w sporze z Mikołajem z Zakrzewa o Turkowo i Zębowo oraz o przywileje dotyczące tych dziedzin. W 1424 Małgorzata oraz jej drugi mąż Jan Turkowski wójt w Buku toczyli procesy z kanonikiem poznańskim Mikołajem Strzeszkowicem z Łagiewnik Kościelnych i Ułanowa w powiecie gnieźnieńskim, który był dzierżycielem wsi należących do kapituły katedry Kobylniki w parafii Lusowo. Proces dotyczył 10 koni zajętych Mikołajowi oraz jego kmieciom. Kanonik dowodził przy pomocy świadków, że konie zajęte zostały w Turkowie, w opłotkach przed tą wsią. W 1424 po raz kolejny wspomniany został w dokumentach Jan z Turkowa, Turkowski, wójt w Buku. W 1426 woźny sądu ziemskiego zapowiedział dobra Turkowo należące do Małgorzaty oraz jej męża Jana Turkowskiego wójta w Buku.
W latach 1545-1564 właścicielem we wsi był syn Jana Turkowskiego Wojciech Turkowski. W 1545 zapisał swojej żonie Małgorzacie, córce Bonifacego Niewierskiego, po 300 grzywien posagu oraz wiana na połowach Zębowa i Turkowa. Przy okazji wspomniano również Dorotę Czartkowską jego matkę. W 1545 Bodzęta czyli Bonifacy Niewierski winny był Wojciechowi Turkowskiemu 300 grzywien. W 1581 Wojciecha wspomniano jako zmarłego, a wdowa po nim Małgorzata Niewierska skasowała swoją oprawę wienną zapisaną na wsiach Turkowo i Zębowo. W 1555 wspomniana została Jadwiga Turkowska żona Stanisława Rudzkiego, który zapisał jej po 425 grzywien posagu oraz wiana na częściach wsi Rudki i Szczepy.  W latach 1579-1587 odnotowany został syn Wojciecha Turkowskiego Jan Niegolewski czyli Turkowski. W 1581 dał on Wojciechowi Kokalewskiemu połowy osiadłej wsi Turkowo i opuszczonego Zębowa, a na pozostałych połowach zapisał sumę 6200 złotych. W latach 1584-1587 odnotowano także jego żonę Annę Łubieńską.
W 1499 Turkowo odnotowano w wykazie wsi, które zalegały z zapłaceniem podatków. W 1508 we wsi miał miejsce pobór od 7 łanów oraz po 6 groszy od dwóch karczm. W 1563 miał miejsce pobór od 10 łanów, jednego łana opuszczonego z powodu spalenia, jednego młyna opuszczonego oraz od  karczmy dorocznej. W 1564 w Turkowie było 9 łanów. W 1577 pobór ze wsi zapłacił Mateusz Jastrzębski. W 1581 Maciej Jastrzębski zapłacił pobór od 8 łanów, 5 zagrodników, jednego komornika, jednego najemnego robotnika zwanego ratajem, jednego rataja opuszczonego, jednego pasterza wypasającego 20 owiec oraz od połowy łana karczmarskiego. W 1641 w Turkowie było 7 kmieci oraz trzy łany opuszczone.
Źródła historyczne odnotowały w miejscowości również przedstawicieli niższych stanów. W 1596 odnotowani zostali kmiecie Turkowscy: Wirek, Tomek, Maciek (Macioch), Zacierka, Mikołajczyk, Chwarstek, Maciek karczmarz, Konieczny, Bryzgan, Żegowski, a także zagrodnicy Łusko, Krol, Główka, Sędosz (Sandos) oraz krawiec i inni mieszkańcy Jan Nowak, Marcin Rybiczyk, Marcin Wylak, Jan Maciechów, Piotr Paszkowski, Mikołaj Chwirata, Walek Zaszolczyk.
W XVI wieku miejscowość należała do Jastrzębskich, w XVIII w. - do Łukomskich i Sczanieckich, w XIX w. - do Bieczyńskich. Wskutek II rozbioru Polski w 1793, miejscowość przeszła pod władanie Prus i jak cała Wielkopolska znalazła się w zaborze pruskim.
W okresie Wielkiego Księstwa Poznańskiego (1815-1848) Turkowo należało do wsi większych w ówczesnym powiecie bukowskim, który dzielił się na cztery okręgi (bukowski, grodziski, lutomyślski oraz lwowkowski). Turkowo należało do okręgu bukowskiego i stanowiło osobną majętność, której właścicielem była Bieczyńska. Według spisu urzędowego z 1837 roku wieś liczyła 281 mieszkańców i 35 dymów (domostw).

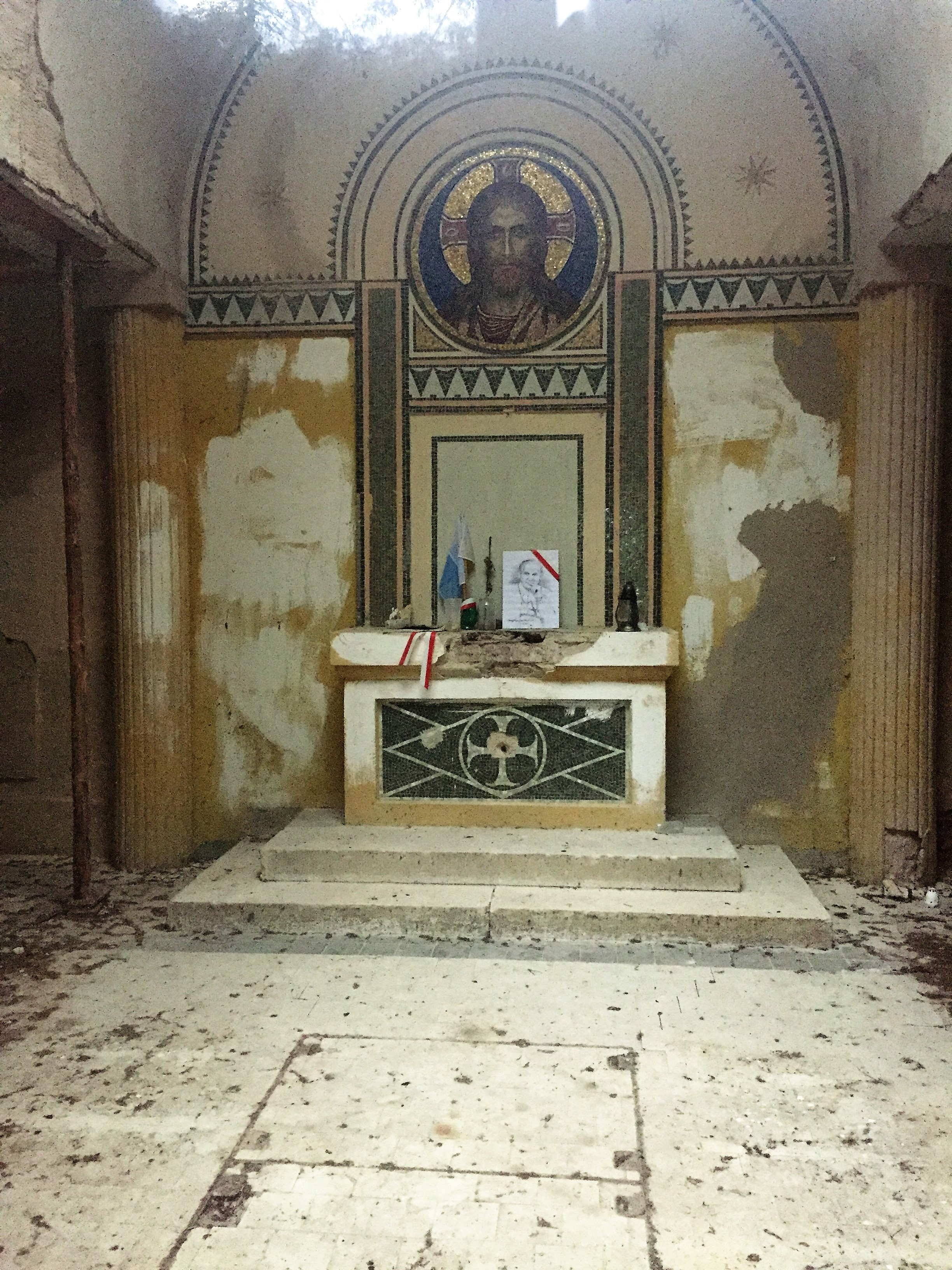
Wnętrze Mauzoleum rodziny von stich w Turkowie

W 1869 r. wieś przeszła w ręce niemieckie, najpierw Hildebrandtów, a potem (do 1945 r.) Stichów. 
Od kwietnia 1941 do marca 1942 r. działał tu hitlerowski obóz pracy dla Polaków i Żydów, którzy pracowali przy budowie autostrady Berlin - Poznań. W 1983 znaleziono zbiorowy grób 18 zamęczonych tutaj więźniów. Po zespole dworskim zachował się park (10,15 ha), który jest obecnie w dużym stopniu zdewastowany. Przy głównym wjeździe do parku (od płd.) stoi figura MB Niepokalanej, ufundowana w 1830 r. przez Anastazję ze Skórzewskich Sczaniecką. Na przodzie cokołu widnieje napis: „Zniszczona przez Niemców niedowiarków w 1940. Odbudowana przez rodzinę Szukałów w 1948”. Od strony zach. przylega do parku zespół zabudowań folwarcznych z 2 poł. XIX w., rozplanowany wokół dużego podwórza. W lesie przy drodze do Sędzin znajduje się kaplica grobowa rodziny Stichów, zbudowana na pocz. XX w. Na uwagę zasługują rosnące przy niej 4 modrzewie.
W latach 1975–1998 miejscowość administracyjnie należała do województwa poznańskiego.